# Östlicher Schoberkopf
De Östlicher Schoberkopf is een berg in de deelstaat Salzburg, Oostenrijk. De berg heeft een hoogte van 2666 meter.
De Östlicher Schoberkopf is onderdeel van het bergmassief Hochkönig, dat weer deel uitmaakt van de Berchtesgadener Alpen.